# Tectoy
Tectoy (voorheen bekend als Tec Toy) is een Braziliaanse fabrikant van consumentenelektronica. Het bedrijf werd opgericht in 1987 en heeft een notering op de Bovespa. Tectoy is het meest bekend als distributeur van spelcomputers en computerspellen van het Japanse computerspelbedrijf Sega in Brazilië. Het hoofdkantoor van Tectoy staat in de stad São Paulo.

## Geschiedenis
Het bedrijf werd op 18 september 1987 opgericht door Daniel Dazcal om naar eigen zeggen speelgoed met hoogwaardige technologie te fabriceren. Het bedrijf ging later een samenwerking met Sega aan, waardoor spelcomputers als de Sega Master System en Sega Mega Drive in populariteit toenamen. In 1994 had het bedrijf 75 procent van de Braziliaanse computerspelmarkt in handen. Het bedrijf werd in 1997 echter getroffen door de Aziatische financiële crisis, waardoor twee fabrieken moesten worden gesloten. Pas in oktober 2000 kwam de omzet van het bedrijf weer op een acceptabel niveau.
In 2006 werd Tectoy Digital opgericht, een bedrijfsonderdeel wat verantwoordelijk werd voor de ontwikkeling van computerspellen voor de mobiele telefoon. In samenwerking met Qualcomm werd de Zeebo-spelcomputer ontwikkeld. Deze spelcomputer voor opkomende markten was verkrijgbaar tot 2011, waarna de ondersteuning werd beëindigd.